# Остапенко, Дмитрий Яковлевич
Дмитрий Яковлевич Остапенко (1924—1994) — заместитель командира отделения противотанковых ружей (ПТР) 10-й гвардейской стрелковой бригады 9-й армии Закавказского фронта, гвардии младший сержант. Герой Советского Союза (1942).

## Биография
Родился 24 декабря 1924 года в селе Жёлтое ныне Славяносербского района Луганской области Украины. Работал трактористом в колхозе.
В конце 1941 года братья Остапенко были призваны в Красную Армию. Летом 1942 года братья были зачислены 10-ю гвардейскую стрелковую бригаду. В августе того же года приняли первый бой на Закавказском фронте.
7 ноября 1942 года в одном бою подбили из ПТР двадцать немецких танков. Оба брата были представлены к присвоению звания Герой Советского Союза.
Указом Президиума Верховного Совета СССР «О присвоении звания Героя Советского Союза начальствующего и рядового состава Красной Армии» от 13 декабря 1942 года за «образцовое выполнение боевых заданий командования на фронте борьбы с немецкими захватчиками и проявленные при этом отвагу и геройство» удостоен звания Героя Советского Союза с вручением ордена Ленина и медали «Золотая Звезда».
После войны Д. Я. Остапенко был демобилизован. Вернулся на родину. Жил в городе Луганске, Украина. Скончался 22 февраля 1994 года.